# Grand Prix Formule 1 van Brazilië 2018
De Grand Prix Formule 1 van Brazilië 2018 werd gehouden op 11 november op het Autódromo José Carlos Pace. Het was de twintigste race van het kampioenschap.

## Vrije trainingen

### Uitslagen
- Er wordt enkel de top-5 weergegeven.

| Vrije training 1 | Pos | No | Coureur          | Constructeur       | Tijd     |
| ---------------- | --- | -- | ---------------- | ------------------ | -------- |
| Vrije training 1 | 1   | 33 | Max Verstappen   | Red Bull-TAG Heuer | 1:09.011 |
| Vrije training 1 | 2   | 5  | Sebastian Vettel | Ferrari            | 1:09.060 |
| Vrije training 1 | 3   | 44 | Lewis Hamilton   | Mercedes           | 1:09.107 |
| Vrije training 1 | 4   | 3  | Daniel Ricciardo | Red Bull-TAG Heuer | 1:09.395 |
| Vrije training 1 | 5   | 7  | Kimi Räikkönen   | Ferrari            | 1:09.573 |
| Vrije training 2 | Pos | No | Coureur          | Constructeur       | Tijd     |
| Vrije training 2 | 1   | 77 | Valtteri Bottas  | Mercedes           | 1:08.846 |
| Vrije training 2 | 2   | 44 | Lewis Hamilton   | Mercedes           | 1:08.849 |
| Vrije training 2 | 3   | 5  | Sebastian Vettel | Ferrari            | 1:08.919 |
| Vrije training 2 | 4   | 3  | Daniel Ricciardo | Red Bull-TAG-Heuer | 1:09.164 |
| Vrije training 2 | 5   | 33 | Max Verstappen   | Red Bull-TAG Heuer | 1:09.339 |
| Vrije training 3 | Pos | No | Coureur          | Constructeur       | Tijd     |
| Vrije training 3 | 1   | 5  | Sebastian Vettel | Ferrari            | 1:07.948 |
| Vrije training 3 | 2   | 44 | Lewis Hamilton   | Mercedes           | 1:08.165 |
| Vrije training 3 | 3   | 77 | Valtteri Bottas  | Mercedes           | 1:08.465 |
| Vrije training 3 | 4   | 7  | Kimi Räikkönen   | Ferrari            | 1:08.490 |
| Vrije training 3 | 5   | 33 | Max Verstappen   | Red Bull-TAG Heuer | 1:08.733 |

Testcoureur in vrije training 1:
 Antonio Giovinazzi (Sauber-Ferrari)
 Lando Norris (McLaren-Renault)
 Nicholas Latifi (Force India-Mercedes)

## Kwalificatie
Lewis Hamilton behaalde voor Mercedes zijn tiende pole position van het seizoen. Sebastian Vettel zette voor Ferrari de tweede tijd neer. Hun respectievelijke teamgenoten Valtteri Bottas en Kimi Räikkönen kwalificeerden zich als derde en vierde. De Red Bull-rijders Max Verstappen en Daniel Ricciardo werden vijfde en zesde, met het Sauber-duo Marcus Ericsson en Charles Leclerc als zevende en achtste. De top 10 werd afgesloten door Haas-rijder Romain Grosjean en Toro Rosso-coureur Pierre Gasly.
Daniel Ricciardo ontving na afloop van de kwalificatie een straf van vijf startplaatsen omdat hij de turbo van zijn auto moest laten vervangen. Dit was zijn zesde turbo van het seizoen, wat het maximaal aantal toegestane onderdelen overschrijdt. Force India-coureur Esteban Ocon ontving een straf van vijf startplaatsen omdat hij zijn versnellingsbak, die minder dan het minimum toegestane aantal van zes races in de auto zat, moest laten vervangen.

### Kwalificatie-uitslag
| Pos                 | No | Coureur           | Constructeur         | Q1       | Q2       | Q3       | Grid |
| ------------------- | -- | ----------------- | -------------------- | -------- | -------- | -------- | ---- |
| 1                   | 44 | Lewis Hamilton    | Mercedes             | 1:08.464 | 1:07.795 | 1:07.281 | 1    |
| 2                   | 5  | Sebastian Vettel  | Ferrari              | 1:08.452 | 1:07.776 | 1:07.374 | 2    |
| 3                   | 77 | Valtteri Bottas   | Mercedes             | 1:08.492 | 1:07.727 | 1:07.441 | 3    |
| 4                   | 7  | Kimi Räikkönen    | Ferrari              | 1:08.452 | 1:08.028 | 1:07.456 | 4    |
| 5                   | 33 | Max Verstappen    | Red Bull-TAG Heuer   | 1:08.205 | 1:08.017 | 1:07.778 | 5    |
| 6                   | 3  | Daniel Ricciardo  | Red Bull-TAG Heuer   | 1:08.544 | 1:08.055 | 1:07.780 | 11   |
| 7                   | 9  | Marcus Ericsson   | Sauber-Ferrari       | 1:08.754 | 1:08.579 | 1:08.296 | 6    |
| 8                   | 16 | Charles Leclerc   | Sauber-Ferrari       | 1:08.667 | 1:08.335 | 1:08.492 | 7    |
| 9                   | 8  | Romain Grosjean   | Haas-Ferrari         | 1:08.735 | 1:08.239 | 1:08.517 | 8    |
| 10                  | 10 | Pierre Gasly      | Toro Rosso-Honda     | 1:09.046 | 1:08.616 | 1:09.029 | 9    |
| 11                  | 20 | Kevin Magnussen   | Haas-Ferrari         | 1:08.474 | 1:08.659 |          | 10   |
| 12                  | 11 | Sergio Pérez      | Force India-Mercedes | 1:09.217 | 1:08.741 |          | 12   |
| 13                  | 31 | Esteban Ocon      | Force India-Mercedes | 1:09.264 | 1:08.770 |          | 18   |
| 14                  | 27 | Nico Hülkenberg   | Renault              | 1:09.009 | 1:08.834 |          | 13   |
| 15                  | 35 | Sergej Sirotkin   | Williams-Mercedes    | 1:09.259 | 1:10.381 |          | 14   |
| 16                  | 55 | Carlos Sainz jr.  | Renault              | 1:09.269 |          |          | 15   |
| 17                  | 28 | Brendon Hartley   | Toro Rosso-Honda     | 1:09.280 |          |          | 16   |
| 18                  | 14 | Fernando Alonso   | McLaren-Renault      | 1:09.402 |          |          | 17   |
| 19                  | 18 | Lance Stroll      | Williams-Mercedes    | 1:09.441 |          |          | 19   |
| 20                  | 2  | Stoffel Vandoorne | McLaren-Renault      | 1:09.601 |          |          | 20   |
| 107% tijd: 1:12.979 |    |                   |                      |          |          |          |      |

## Wedstrijd
De race werd gewonnen door Lewis Hamilton, die zijn tiende overwinning van het seizoen behaalde. Max Verstappen eindigde als tweede, nadat hij enige tijd aan de leiding reed, maar hij spinde van de baan doordat hij door Esteban Ocon werd geraakt. Kimi Räikkönen eindigde als derde en versloeg hiermee Daniel Ricciardo, die in de slotfase het gat naar Räikkönen dichtreed, maar nooit aan kon vallen. Valtteri Bottas en Sebastian Vettel eindigden als vijfde en zesde nadat zij allebei een extra pitstop moesten maken. Charles Leclerc eindigde op de zevende plaats, voor het Haas-duo Romain Grosjean en Kevin Magnussen. Force India-coureur Sergio Pérez sloot de top 10 af.

### Race-uitslag
| Pos. | No. | Coureur           | Constructeur         | Rondes | Tijd/Oorzaak uitval | Grid | Punten |
| ---- | --- | ----------------- | -------------------- | ------ | ------------------- | ---- | ------ |
| 1    | 44  | Lewis Hamilton    | Mercedes             | 71     | 1:27:09.066         | 1    | 25     |
| 2    | 33  | Max Verstappen    | Red Bull-TAG Heuer   | 71     | +1.469              | 5    | 18     |
| 3    | 7   | Kimi Räikkönen    | Ferrari              | 71     | +4.764              | 4    | 15     |
| 4    | 3   | Daniel Ricciardo  | Red Bull-TAG Heuer   | 71     | +5.193              | 11   | 12     |
| 5    | 77  | Valtteri Bottas   | Mercedes             | 71     | +22.943             | 3    | 10     |
| 6    | 5   | Sebastian Vettel  | Ferrari              | 71     | +26.997             | 2    | 8      |
| 7    | 16  | Charles Leclerc   | Sauber-Ferrari       | 71     | +44.199             | 7    | 6      |
| 8    | 8   | Romain Grosjean   | Haas-Ferrari         | 71     | +51.230             | 8    | 4      |
| 9    | 20  | Kevin Magnussen   | Haas-Ferrari         | 71     | +52.857             | 10   | 2      |
| 10   | 11  | Sergio Pérez      | Force India-Mercedes | 70     | +1 ronde            | 12   | 1      |
| 11   | 28  | Brendon Hartley   | Toro Rosso-Honda     | 70     | +1 ronde            | 16   |        |
| 12   | 55  | Carlos Sainz jr.  | Renault              | 70     | +1 ronde            | 15   |        |
| 13   | 10  | Pierre Gasly      | Toro Rosso-Honda     | 70     | +1 ronde            | 9    |        |
| 14   | 31  | Esteban Ocon      | Force India-Mercedes | 70     | +1 ronde            | 18   |        |
| 15   | 2   | Stoffel Vandoorne | McLaren-Renault      | 70     | +1 ronde            | 20   |        |
| 16   | 35  | Sergej Sirotkin   | Williams-Mercedes    | 69     | +2 ronden           | 14   |        |
| 17   | 14  | Fernando Alonso   | McLaren-Renault      | 69     | +2 ronden           | 17   |        |
| 18   | 18  | Lance Stroll      | Williams-Mercedes    | 69     | +2 ronden           | 19   |        |
| DNF  | 27  | Nico Hülkenberg   | Renault              | 32     | Motor               | 13   |        |
| DNF  | 9   | Marcus Ericsson   | Sauber-Ferrari       | 20     | Vloer               | 6    |        |

## Tussenstanden wereldkampioenschap
Betreft tussenstanden voor het wereldkampioenschap na afloop van de race. Vetgedrukte tekst betekent dat deze is bevestigd als wereldkampioen.

### Coureurs
| Positie | No. | Rijder           | Team                 | Punten |
| ------- | --- | ---------------- | -------------------- | ------ |
| 1       | 44  | Lewis Hamilton   | Mercedes             | 383    |
| 2       | 5   | Sebastian Vettel | Ferrari              | 302    |
| 3       | 7   | Kimi Räikkönen   | Ferrari              | 251    |
| 4       | 77  | Valtteri Bottas  | Mercedes             | 237    |
| 5       | 33  | Max Verstappen   | Red Bull-TAG Heuer   | 234    |
| 6       | 3   | Daniel Ricciardo | Red Bull-TAG Heuer   | 158    |
| 7       | 27  | Nico Hülkenberg  | Renault              | 69     |
| 8       | 11  | Sergio Pérez     | Force India-Mercedes | 58     |
| 9       | 20  | Kevin Magnussen  | Haas-Ferrari         | 55     |
| 10      | 14  | Fernando Alonso  | McLaren-Renault      | 50     |

### Constructeurs
| Positie | Team                 | Punten |
| ------- | -------------------- | ------ |
| 1       | Mercedes             | 620    |
| 2       | Ferrari              | 553    |
| 3       | Red Bull-TAG Heuer   | 392    |
| 4       | Renault              | 114    |
| 5       | Haas-Ferrari         | 90     |
| 6       | McLaren-Renault      | 62     |
| 7       | Force India-Mercedes | 48     |
| 8       | Sauber-Ferrari       | 42     |
| 9       | Toro Rosso-Honda     | 33     |
| 10      | Williams-Mercedes    | 7      |